# 山田裕朗
山田 裕朗（やまだ ひろあき、1962年7月11日- ）は、日本の実業家。山田食品産業社長。

## 人物・来歴
埼玉県所沢市生まれ。國學院大學経済学部卒。
大学卒業後は一般企業に就職し、経理部門に配属されるも3年で退職、実家が経営する山田食品産業に就職。2006年、先代である父親の跡を継ぎ4代目社長に就く。
現在は埼玉県を中心に山田うどんを関東一円に展開している。
埼玉西武ライオンズのファンでもある。

## 略歴
- 1985年 - 國學院大學経済学部卒、一般企業に入社
- 1987年 - 山田食品産業株式会社入社
- 1996年 - 同 取締役
- 2006年 - 同 代表取締役社長